# Antonine Maillet

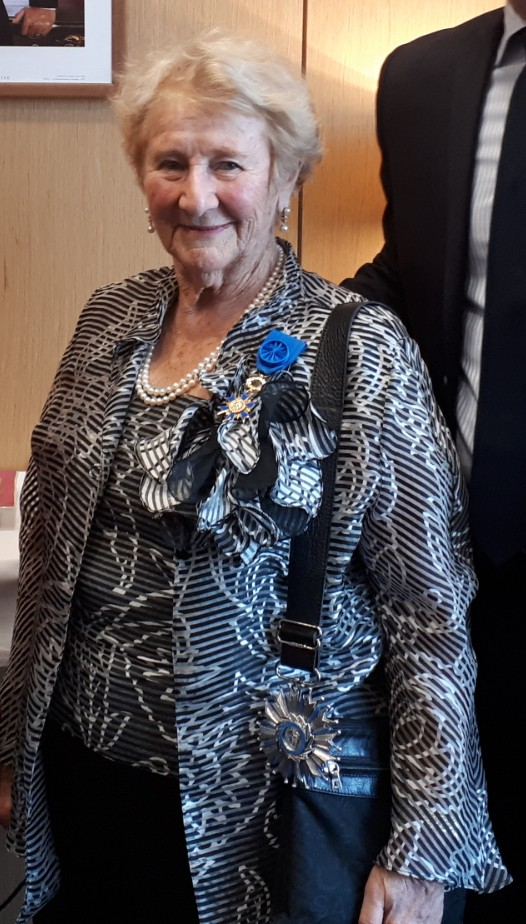
Antonine Maillet, 2017

Antonine Maillet, PC, CC (* 10. Mai 1929 in Bouctouche; † 17. Februar 2025 in Montreal) war eine kanadische Schriftstellerin (Romane, Theaterstücke, Übersetzungen). Sie galt als eine Hauptvertreterin der französischsprachigen kanadischen Literatur.

## Leben
Maillet studierte an der Université de Moncton, wo sie 1959 den Master-Abschluss erwarb. Sie wurde 1970 an der Universität Laval in Literaturwissenschaft promoviert. Sie lehrte an der Universität Laval und 1971 bis 1976 an der Universität Montreal. Danach war sie Autorin und Moderatorin bei Radio Canada, zum Beispiel bei der Präsidentschaftsdebatte 1988. Sie war Mitglied des Queen’s Privy Council für Kanada von 1992 bis zu ihrem Tod. Von 1989 bis 2001 war sie Kanzlerin der Universität Moncton, an der sie lehrte.
Sie unterrichtete ferner an der University of California, Berkeley und an der University at Albany, The State University of New York.
1976 wurde sie Offizier des Order of Canada, 1981 dann „Companion“ des Order of Canada und 2005 Mitglied des Order of New Brunswick. 1980 erhielt sie die Lorne Pierce Medal der Royal Society of Canada, welche sie schon 1976 in ihre Untergruppe „Academy of the Arts and Humanities“ berufen hatte. 1985 wurde sie in Frankreich Officier des Arts et des Lettres und 1980 Offizier der Palmes académiques, 2004 Offizier der Ehrenlegion und 1990 Offizier des Ordre national du Québec. 2020 wurde ihr die Ehrenbürgerschaft der Stadt Montreal verliehen.
Von ihr stammen rund ein Dutzend Theaterstücke und rund zwanzig Romane. Ihr erster Roman Pointe-aux-Coques erschien 1958. Ein großer Erfolg war ihr Theaterstück La Sagouine von 1971.
1979 erhielt sie für ihren Roman Pélagie-la-Charrette den Prix Goncourt für Romane als erste nichteuropäische Preisträgerin (das heißt männlicher oder weiblicher Autor außerhalb Europas). Der Roman war ein Bestseller mit über 1 Million verkauften Exemplaren. Er handelt von den im 18. Jahrhundert aus Kanada vertriebenen französischsprachigen Akadiern und ihrer Sehnsucht nach ihrer Heimat.
Sie erhielt zahlreiche Ehrendoktorate und -diplome. Eine Schule in Oshawa in Ontario ist nach ihr benannt.
Sie übersetzte George Bernhard Shaw, Ben Jonson und William Shakespeare.
Sie war Mitglied der Académie des lettres du Québec.
Maillet starb am 17. Februar 2025 im Alter von 95 Jahren in ihrem Haus in Montreal.

## Werke
- La femme et l’enfant dans l’oeuvre de Gabrielle Roy. Magistra Artium, Abschlussarbeit. University of Saint-Joseph, Moncton 1959
- Pélagie-la-Charrette. Grasset, 1979
  - Übers. Andrea Maria Humpl: Mit der Hälfte des Herzens. dtv, München 2002
- Don l’Orignal, 1972 (erhielt den Prix du Gouverneur général)
- Mariaagélas 1973 (erhielt den Prix France-Canada)
- Acadie pour quasiment rien, 1973
- Évangeline Deusse, 1975
- Les cordes-de-bois, 1977
- La gribouille, 1982
- Le huitième jour, 1986
- Parderrière chez mon père. Leméac, 1987
  - Auszug, Übers. Beate Thill: Die Schule. Erzählung. In: Anders schreibendes Amerika. Literatur aus Quebec 1945 - 2000. Hgg. Lothar Baier u. a. Das Wunderhorn, Heidelberg 2000, S. 95 – 100 (L’École)
- L’oursiade. 1990
  - Übers. Bernd Hagenau: Bären leben gefährlich. Roman. Fischer TB, Frankfurt 1992
- Comme un cri du coeur, 1992
- Les confessions de Jeanne de Valois, 1992
- Le chemin St-Jacques, 1996
- Chronique d’une sorcière de vent, 1999
- Madame Perfecta, 2002